# Dieter Moebius
Dieter Moebius (Sankt Gallen, 16 januari 1944 - 20 juli 2015) was een Zwitsers/Duits muzikant en muziekproducent die bekendheid verwierf als pionier in de elektronische muziek. Moebius was lid van bands als Cluster en Harmonia. Hij werkte samen met veel verschillende muzikanten waaronder Conny Plank, Brian Eno, Hans-Joachim Roedelius en Michael Rother.

## Discografie
Soloalbums en samenwerkingen
- 1980 Rastakraut Pasta (met Conny Plank)
- 1981 Material (with Conny Plank)
- 1981 Strange Music (met Gerd Beerbohm)
- 1982 Zero Set (met Conny Plank en Mani Neumeier)
- 1983 Tonspuren
- 1983 Double Cut (met Gerd Beerbohm)
- 1986 Blue Moon (Original Soundtrack)
- 1990 Ersatz (met Karl Renziehausen)
- 1992 Ersatz II (met Karl Renziehausen)
- 1995 En Route (met Conny Plank; opgenomen in 1986, additionele mix in 1995)
- 1998 Ludwig's Law (met Conny Plank en Mayo Thompson)
- 1999 Blotch
- 2002 Live in Japan (met Mani Neumeier)
- 2006 Nurton
- 2007 Zero Set II (met Mani Neumeier)
- 2009 Kram
- 2011 Ding
- 2012 Moebius & Tietchens (with Asmus Tietchens)
- 2014 Snowghost Pieces (Moebius, Story, Leidecker)
- 2014 Nidemonex

Postume albums
- 2017 Musik Für Metropolis
- 2017 Familiar (Moebius, Story, Leidecker)
- 2017 Kunsthalle Düsseldorf (Live) (12") (Moebius, Schneider)
- 2019 Objective Objects (Dieter Moebius & Dwight Ashley)

Als Kluster / Cluster
- Zie Kluster en Cluster

Met Brian Eno en Hans-Joachim Roedelius
- 1977 : Cluster & Eno
- 1978 : After the Heat

Als Harmonia, met Michael Rother en Hans-Joachim Roedelius
- 1973 : Musik Von Harmonia
- 1975 : Deluxe
- 1997 : Tracks and Traces (opgenomen in 1976 met Brian Eno)
- 2007 : Live 1974

Als Cosmic Couriers, met Mani Neumeier en Jürgen Engler
- 1996 : Other Places
- 2014 : Another Other Places

Met Liliental
- 1978 Liliental